# Acqua passata (Capo Plaza)
Acqua passata è un singolo del rapper italiano Capo Plaza, pubblicato l'8 marzo 2024 come secondo estratto dal terzo album in studio Ferite.

## Video musicale
Il video musicale, diretto da Attilio Cusani, è stato pubblicato in concomitanza all'uscita del brano attraverso il canale YouTube del rapper.

## Tracce
1. Acqua passata – 3:10

## Formazione
- Capo Plaza – voce
- Ava – produzione
- Michelangelo – produzione

## Classifiche

### Classifiche settimanali
| Classifica (2024) | Posizione massima |
| ----------------- | ----------------- |
| Italia            | 12                |

### Classifiche di fine anno
| Classifica (2024) | Posizione |
| ----------------- | --------- |
| Italia            | 87        |